# 福田昭夫
福田 昭夫（ふくだ あきお、1948年（昭和23年）4月17日 ‐ ）は、日本の政治家。立憲民主党所属の衆議院議員（7期）、立憲民主党栃木県連代表。
衆議院懲罰委員長、総務大臣政務官（野田内閣・野田第1次改造内閣・野田第2次改造内閣）、栃木県知事（民選第15代）、栃木県今市市長（第9代）、民主党栃木県連代表、民進党栃木県連代表等を務めた。
元栃木県矢板市長・元栃木県議会議員の齋藤淳一郎は女婿。

## 来歴

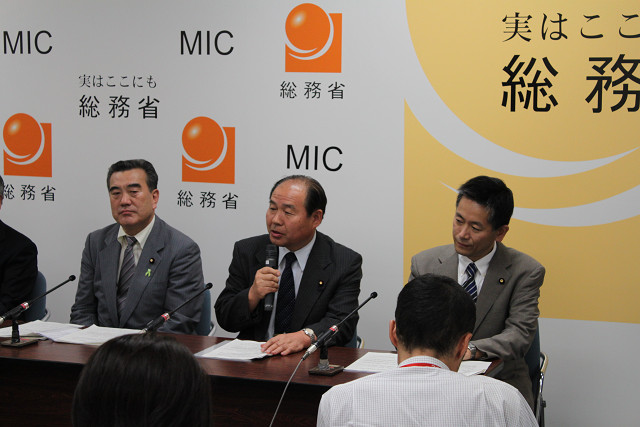
2011年9月、主濱了（左）、森田高（右）と総務大臣政務官就任の記者会見

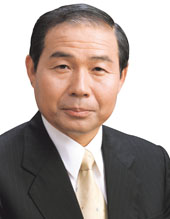
内閣広報室より公表された肖像

栃木県河内郡豊岡村（のちの今市市、現在の日光市）生まれ。栃木県立今市高等学校、東北大学教育学部教育学科卒業。在学中は学生運動に没頭。両親が教員だったため自身も同じように教員を志望したが、叶わなかった。1971年、今市市役所に就職。1991年、今市市財政課長を最後に退職。今市市長選に無所属で出馬し、初当選した。以後3期9年にわたり今市市長を務め、1997年には全国青年市長会会長に就任した。
2000年、今市市長を3期目の任期途中で辞職し、無所属で栃木県知事選挙に出馬する。この栃木県知事選挙は、保守陣営から5選を目指す現職の渡辺文雄、福田の両名が出馬する保守分裂選挙であり、また渡辺が既成政党5党推薦（自民・民主・公明・自由・保守）の相乗りで出馬したのに対し、福田は政党の推薦や支持を得ていなかったが、無党派ブームに乗る形で支持を広げ、わずか875票差で渡辺を破り、栃木県知事に当選した。
任期中はキャッチフレーズとして二宮尊徳の教えから「分度推譲立県」を掲げたが、意味がわかりにくいとの批判が県議会から事あるごとに出て県内にあまり浸透しなかった。2004年の栃木県知事選挙に再選を目指して出馬したが、宇都宮市長を辞職して立候補した福田富一に12万票超の大差で惨敗し落選した。
2005年、第44回衆議院議員総選挙に民主党公認で栃木2区から出馬。自由民主党で元法務大臣の森山眞弓に敗れたが、重複立候補していた比例北関東ブロックで復活し、初当選した。当選後は民主党新人議員勉強会の初代会長を務める。2009年の第45回衆議院議員総選挙では、森山の引退に伴い、前回までは比例北関東ブロック単独で立候補していた自民党前職の西川公也に比例復活を許さず、栃木2区で再選。
2011年8月26日、菅直人首相が民主党代表辞任を正式に表明。菅の辞任に伴う代表選挙（8月29日投開票）では海江田万里の推薦人に名を連ねた。同年9月、野田内閣で総務大臣政務官に任命される。2度の内閣改造においても再任された。
2012年の消費増税をめぐる政局では、社会保障・税一体改革関連法案に反対の意向を表明し、総務大臣政務官の辞表を提出。6月26日の採決では党の賛成方針に反し、本会議を欠席して棄権した。民主党は7月3日の常任幹事会で造反議員への処分を決定し、福田を含む欠席・棄権した議員12人については常任幹事会による厳重注意処分が下された。同年12月の第46回衆議院議員総選挙では、栃木2区から民主党公認で出馬。自民党元職の西川公也に9千票余りの差で敗れたが、重複立候補していた比例北関東ブロックで復活し、3選。
2014年12月14日の第47回衆議院議員総選挙では当時、現職の農林水産大臣だった西川を199票という僅差で破り、前回の雪辱を果たして4選（西川は比例復活）。この選挙で民主党代表の海江田万里が落選。海江田の辞任に伴い2015年1月18日に行われた代表選挙では長妻昭の推薦人に名を連ねた。
2016年3月27日、民主党・維新の党の合流により結党した民進党に参加した。
2017年の第48回衆議院議員総選挙に際し、前原誠司民進党代表が9月27日、民進党を事実上解党し、希望の党からの立候補を容認する方針を表明。これを受け、福田も一旦は希望の党に合流し同党から出馬する意向を示していたが10月3日に希望の党から発表された1次公認に福田の名前はなかった。同日、日光市内で後援会の会合を開いた後、無所属での立候補を表明。福田は「希望の党から立候補の政策協定書が昨晩送られてきたが、意味不明な内容だった」と述べ、希望の党代表の小池百合子東京都知事の憲法観や安全保障政策に違和感を覚えたことも無所属での立候補を決めた理由に挙げたうえで、「（比例復活という）退路を断って選挙区で何としても勝利し、安倍独裁政権を終わりにする」と表明した。福田の無所属での出馬を受け、日本共産党は栃木2区で候補を取り下げ、党栃木県委員会は福田を事実上支援。社会民主党、立憲民主党も福田を推薦した。栃木2区で自民党前職の西川を破り、5選を果たした（西川は党の定年制により重複立候補ができず、落選）。
10月25日、選挙を受けて開かれた衆院各派協議会に、民進党籍を有したまま無所属で出馬して当選した議員らを代表し、出席。その後の会合で、岡田克也を代表に新たな会派の結成に合意し、10月26日に無所属の会を結成。無所属の会の国会対策委員長には、福田が就任した。
2018年4月27日、民進党と希望の党が結成する新党「国民民主党」への不参加と民進党離党を表明。翌28日には、立憲民主党に入党する意向を明らかにした。5月8日入党が承認された。
2020年9月には、立憲民主党と国民民主党の大半が合流した新たな立憲民主党の所属となった。
2021年10月31日、第49回衆議院議員総選挙で自民党新人の五十嵐清を下し、6選（五十嵐は比例復活で当選）。枝野の辞任に伴う代表選挙（11月30日実施）では泉健太の推薦人に名を連ねた。
2024年10月27日、第50回衆議院議員総選挙で自民党前職の五十嵐清を下し、7選（五十嵐は比例復活で当選）。

## 政策・主張
- 永住外国人への地方選挙権付与に「反対」[35]。
- 原子力発電は日本に「必要ない」としている[36]。

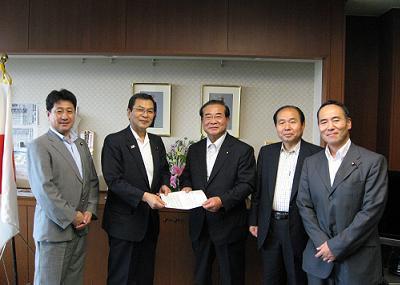
2011年6月29日、左から田城郁、大畠章宏国土交通大臣、山岡賢次、福田、石森久嗣

- 日本国憲法第9条の改正に反対だが、日本国憲法全体の改正には賛成[36]。
- 憲法への緊急事態条項の創設に賛成[36]。
- カジノの解禁に反対[36]。
- 日本の核武装について「将来にわたって検討すべきでない」としており、非核三原則の「持ち込ませず」の部分についても「議論する必要はない」としている[36]。
- 女性宮家の創設に賛成[36]。
- 栃木県知事時代、前任の渡辺文雄が発案し県が主体となって検討が進められてきた宇都宮都市圏への新交通システム整備構想について、「車をやめて公共交通を利用する意識転換は簡単ではない」と反発し、結果栃木県庁が主体となった検討が中止された[37][38]。なお、新交通システムはのちに宇都宮市役所が事業主体となり宇都宮ライトレールとして整備された。

## 活動
- 2012年10月28日、福島第一原子力発電所事故により発生した指定廃棄物の最終処分場建設地について、「最適地は東京電力福島第一原子力発電所の敷地内しかない」と発言した[39]。福田のこの発言に対し、栃木県知事の福田富一は「理論上はわかるが、福島県外の指定廃棄物をすべて持ち込むというのは、原発周辺の住民に『古里をあきらめなさい』というメッセージを送ることになりかねない」と指摘し、「県内のものを県内で処分するのがごく自然だ」と述べた[39]。なお、福田の選出選挙区である栃木2区には、指定廃棄物の最終処分場の建設候補地である塩谷町が含まれるが、2014年の第47回衆議院議員総選挙における塩谷町では、自民党の西川公也が1,741票を獲得したのに対し、福田は倍以上の3,947票を獲得した（2012年の第46回衆議院議員総選挙では西川が2,269票、福田が1,729票）。
- 2010年1月に政治資金規正法違反の容疑で逮捕され、2月に起訴された元衆議院議員の石川知裕は当選同期であり、石川の逮捕後は民主党内で石川知裕代議士の逮捕を考える会の結成を呼びかけ、自ら同会会長に就任した。同年2月11日、栃木県日光市内で開いた自身の政治資金パーティーにおいて石川に対する東京地検特捜部の捜査について、「明らかに検察の暴走だ。別件逮捕だ。あくまでも逮捕をして、自白を強要させる、そういう取り調べはもうやめるべきだ」と述べ、検察当局を批判した[40]。

## 人物

### 旧統一教会との関係
ジャーナリストの鈴木エイトが作成した「旧統一教会関連団体と関係があった現職国会議員168人」によれば、旧統一教会関連団体との関係について、2010年に教団系メディアの『世界日報』にインタビューが掲載されていたとされる。

### 支持団体
- JR総連から組織推薦候補として支援を受けている[42]。

## その他
- 二宮尊徳終焉の地である栃木県出身であり、今市市役所職員だった当時、尊徳の事蹟に触れて以来、尊徳を敬愛している[43]。2006年に設立した「二宮尊徳思想研究会」では自ら会長を務め、「報徳思想をいかした国づくり地域づくり」を目指す政策提言も行っている[43]。また、国際二宮尊徳思想学会においては、顧問を務めた[43]。
- 2018年5月18日、国会審議の場において、隣の議員が離席して戻っているにもかかわらず、約15分に渡ってパワーナップをとった。

## 所属団体・議員連盟
- 二宮尊徳思想研究会（会長）
- 日本の未来を創る勉強会（世話人）
- 石川知裕代議士の逮捕を考える会（会長）

## 選挙歴
| 当落 | 選挙                   | 執行日         | 年齢 | 選挙区      | 政党       | 得票数     | 得票率 | 定数 | 得票順位 /候補者数 | 政党内比例順位 /政党当選者数 |
| ---- | ---------------------- | -------------- | ---- | ----------- | ---------- | ---------- | ------ | ---- | ------------------ | ---------------------------- |
| 当   | 1991年今市市長選挙     | 1991年4月21日  | 43   | ーー        | 無所属     | 1万9814票  | 58.9%  | 1    | 1/2                | /                            |
| 当   | 1995年今市市長選挙     | 1995年4月23日  | 47   | ーー        | 無所属     | 2万1395票  |        | 1    | 1/2                | /                            |
| 当   | 1999年今市市長選挙     | 1999年4月25日  | 51   | ーー        | 無所属     | ーー票     | ーー   | 1    | /1                 | /                            |
| 当   | 2000年栃木県知事選挙   | 2000年11月19日 | 52   | ーー        | 無所属     | 33万6161票 | 47.65% | 1    | 1/3                | /                            |
| 落   | 2004年栃木県知事選挙   | 2004年11月28日 | 56   | ーー        | 無所属     | 30万2776票 | 40.18% | 1    | 2/3                | /                            |
| 比当 | 第44回衆議院議員総選挙 | 2005年09月11日 | 57   | 栃木県第2区 | 民主党     | 8万6818票  | 46.69% | 1    | 2/2                | 2/7                          |
| 当   | 第45回衆議院議員総選挙 | 2009年08月30日 | 61   | 栃木県第2区 | 民主党     | 11万5046票 | 62.94% | 1    | 1/3                | /                            |
| 比当 | 第46回衆議院議員総選挙 | 2012年12月16日 | 64   | 栃木県第2区 | 民主党     | 4万6271票  | 32.01% | 1    | 2/4                | 2/3                          |
| 当   | 第47回衆議院議員総選挙 | 2014年12月14日 | 66   | 栃木県第2区 | 民主党     | 6万2439票  | 46.69% | 1    | 1/3                | /                            |
| 当   | 第48回衆議院議員総選挙 | 2017年10月22日 | 69   | 栃木県第2区 | 無所属     | 7万5031票  | 53.41% | 1    | 1/2                | /                            |
| 当   | 第49回衆議院議員総選挙 | 2021年10月31日 | 73   | 栃木県第2区 | 立憲民主党 | 7万3593票  | 53.39% | 1    | 1/2                | /                            |
| 当   | 第50回衆議院議員総選挙 | 2024年10月27日 | 76   | 栃木県第2区 | 立憲民主党 | 6万8377票  | 56.82% | 1    | 1/2                | /                            |